# Johanna Herzog-Dürck
Johanna Herzog-Dürck (* 19. Februar 1902 als Johanna Dürck in Leverkusen; † 3. Juli 1991 in München) war eine deutsche Psychotherapeutin und Vertreterin der daseinsanalytischen Psychologie.

## Leben
Johanna Dürck ist die Tochter von Otto Friedrich Dürck und dessen Frau Fanny, geb. Jung. Nach dem Tod ihres Vaters zog die Familie von Deutschland nach Winterthur, wo Johanna 1921 die Matura bestand. Sie studierte Philosophie, Germanistik und Nationalökonomie an den Universitäten München, Heidelberg und Bern. Johanna Dürck promovierte 1927 bei Anna Tumarkin in Bern mit der Dissertation „Die Psychologie Hegels“. 
Sie arbeitete bis 1933 als Journalistin in Berlin und begann dann ihre Ausbildung zur Psychotherapie. 1943 heiratete sie den Psychotherapeuten Edgar Herzog. Nach dem Zweiten Weltkrieg wurde sie Mitglied im 1946 von der amerikanischen Militärregierung genehmigten „Institut für Psychologische Forschung und Psychotherapie“ in München. Als Karlfried Graf Dürckheim nach der Entlassung aus seiner Internierung in der BRD repatriiert wurde, fand er über das Ehepaar Herzog-Dürck und die auch mit ihnen befreundete Maria Hippius wieder Anschluss an psychotherapeutische Kreise. Herzog-Dürck führte bis in die 80er Jahre ihre psychotherapeutische Praxis und hielt Vorlesungen am oben genannten Institut. Sie gehörte zu den ersten, die in den 1960ern einen neuen Dialog zwischen den verschiedenen Disziplinen Psychoanalyse und christliche Seelsorge suchten. Die Hoffnung, eine der drei christlichen Tugenden, wurde von Herzog-Dürck als Hilfe zum „Grundvorgang der Zustimmung“ zur konkret gegebenen Lebenswelt gedeutet.
Eine Rezeption und Einschätzung ihrer Arbeit erfuhr Herzog-Dürck durch den österreichischen Moraltheologen Raimund Luschin.

## Publikationen
- Die Psychologie Hegels, Dissertation, 1927 (Faksimile Berlin 2020, ISBN 978-3-945980-46-0) pdf
- Zwischen Angst und Vertrauen: Probleme und Bilder aus der psychotherapeutischen Praxis, Glock und Lutz, 1953
- Der neurotische Widerstand gegen die Wandlung: zur Psychologie des Glaubens, Verlag für Medizinische Psychologie, 1956
- Die Frage nach der Zeit. Zur Philosophie der Zeit von Hedwig Conrad-Martius, Glock und Lutz, 1956
- Menschsein als Wagnis. Neurose und Heilung im Sinne einer personalen Psychotherapie, Ernst Klett, 1960
- Probleme menschlicher Reifung. Person und Identität in der personalen Psychotherapie, Ernst Klett, 1969
- Die Arbeit der Seele. Heilung als Erlebnis im psychotherapeutischen Prozess, Furche, 1972
- Lebenskrise und Selbstfindung. Das Erlebnis der Heilung im psychotherapeutischen Prozess, Herder, 1978 (unveränderte Neuausgabe von  Die Arbeit der Seele, 1972)
- Leiden, Traum und Befreiung. Vom Erlernen des Menschseins. Erfahrungen aus der personalen Psychotherapie, Herder, 1979
- Grundströmungen der Lebensangst. Probleme menschlicher Reifung in der personalen Psychotherapie, Pfeiffer, 1984 (unveränderte Neuausgabe von  Probleme menschlicher Reifung, 1969)
- Personale Psychotherapie als Element integrativer Traumatherapie. Kommentierte Textsammlung, Berlin 2020, ISBN 978-3-945980-44-6 pdf